# ダン・リード・ネットワーク
ダン・リード・ネットワーク（Dan Reed Network）は、1984年にアメリカ合衆国オレゴン州ポートランドでダン・リードによって結成されたファンク・ロック・バンドである。1980年代半ばから後半にかけていくつかのアルバムをリリースし、1988年のBillboard Hot 100でトップ40ヒットを記録した。

## メンバー
現在のメンバー
- ダン・リード (Dan Reed) - ボーカル、ギター (1984年-1993年、2012年– )
- ブライオン・ジェームス (Brion James) - ギター (1984年-1993年、2012年– )
- メルヴィン・ブラノン (Melvin Brannon II) - ベース (1984年-1993年、2012年– )
- ダン・プレッド (Dan Pred) - ドラム (1984年-1993年、2012年– )
- ロブ・デイカー (Rob Daiker) - キーボード (2015年– )

旧メンバー
- ジェフ・シリ (Jeff Siri) - キーボード (1984年-1985年)
- リック・ディジャロナード (Rick DiGiarllonado) - キーボード (1985年-1987年)
- ブレイク・サカモト (Blake Sakamoto) - キーボード (1987年-1993年、2012年-2015年)

## ディスコグラフィ

### スタジオ・アルバム
- 『アメリカン・ネットワーク』 - Dan Reed Network (1988年)
- 『スラム』 - Slam (1989年)
- 『ヒート』 - The Heat (1991年)
- 『ファイト・アナザー・デイ』 - Fight Another Day (2016年)
- Origins (2018年)

### ライブ・アルバム
- Live At Last! (Halfway Around the World) (1997年)

### EP
- Breathless (1986年)

### コンピレーション・アルバム
- 『ミキシン・イット・アップ - ベスト・オブ・ダン・リード・ネットワーク』 - Mixin' It Up - The Best Of (1993年)
- The Collection (2002年)
- Anthology (2014年)

### ダン・リード（ソロ名義）
- Adrenaline Sky (1998年)
- Sharp Turn (2004年、Universal Music Enterprises/UMG) ※EP
- An Evening with Dan Reed (2009年)
- Coming Up for Air (2010年)
- Signal Fire (2013年)
- Transmission (2015年)
- Confessions (2017年)